# جيني إيكن
جيني إيكن (بالإنجليزية: Ginny Aiken)‏ (8 يونيو 1955، هافانا في كوبا)؛ روائية أمريكية. درست في جامعة نانسي.